# Hồng Phong, Thanh Miện
Hồng Phong là một xã thuộc huyện Thanh Miện, tỉnh Hải Dương, Việt Nam.
Tên của xã được ghép từ tên của hai xã cũ là Diên Hồng và Tiền Phong.

## Địa lý
Xã Hồng Phong là xã cực nam của huyện Thanh Miện và tỉnh Hải Dương, có vị trí địa lý:
- Phía đông giáp huyện Ninh Giang và tỉnh Thái Bình
- Phía tây giáp tỉnh Hưng Yên
- Phía nam giáp tỉnh Hưng Yên
- Phía bắc giáp xã Chi Lăng Nam và xã Thanh Giang.

Xã Hồng Phong có diện tích 6,67 km², dân số năm 2018 là 7.299 người, mật độ dân số đạt 1.094 người/km².

## Lịch sử
Xã Hồng Phong trước đây vốn là hai xã Diên Hồng và Tiền Phong thuộc huyện Thanh Miện.
Trước khi sáp nhập, xã Diên Hồng có diện tích 2,95 km², dân số là 2.884 người, mật độ dân số đạt 978 người/km². Xã Tiền Phong có diện tích 3,72 km², dân số là 4.415 người, mật độ dân số đạt 1.187 người/km², có 5 thôn: An Phong, Tiên Động, My Động 1, My Động 2, Đồng Chấm.
Ngày 16 tháng 10 năm 2019, Ủy ban Thường vụ Quốc hội ban hành Nghị quyết số 788/NQ-UBTVQH14 về việc sắp xếp các đơn vị hành chính cấp huyện, cấp xã thuộc tỉnh Hải Dương (nghị quyết có hiệu lực từ ngày 1 tháng 12 năm 2019). Theo đó, sáp nhập toàn bộ diện tích và dân số của hai xã Diên Hồng và Tiền Phong thành xã Hồng Phong.

## Giao thông
- Bến xe Bến Trại: có các xe chạy nhiều tuyến như Hà Nội, Hải Phòng, Thái Nguyên, Tp.Hồ Chí Minh, Quảng Ninh
- Tuyến xe bus Bến Trại - Hải Dương
- Phà Bến Trại nối liền 2 bờ sông Luộc là phương tiện chính để đi lại giữa Hải Dương và Thái Bình
- Đường thủy: Sông Luộc là ranh giới của Hải Dương với Thái Bình, dài 3 km.

## Lễ hội
- Lễ hội chùa Động Trạch (thôn My Động 2) diễn ra vào 11/2 - 13/2 (âm lịch)
- Lễ hội chùa Trại.